# Emma Guntz
Emma Guntz (de soltera Emma Linnebach) (Bruchsal, 30 de agosto de 1937) es una poetisa, escritora y periodista germano-francesa establecida en Estrasburgo.
Después de aprobar el Abitur en su ciudad natal, estudió inglés, latín e historia en la Universidad de Heidelberg.  
Ha trabajado en radio como periodista y difundiendo la cultura alemana entre los alsacianos en medios como Radio France 3 Alsace.
Poco después de su graduación, se casó con el médico estrasburgués Antoine Guntz, con quien ha tenido tres hijos.

## Publicaciones
- Ensayos sobre literatura y cultura sobre todo en ALLMENDE editado por Hermann Bausinger, Adolf Muschg, Martin Walser, André Weckmann, Manfred Bosch
- Cuentos en Lesebuch Schreibende Frauen editados por Anne Birk / Birgit Heiderich / Regine Kress-Fricke, G. Braun Verlag Karlsruhe 1988
- Elsass, ein literarischer Reisebegleiter, coeditado por André Weckmann, Insel-Verlag, Frankfurt a. M. und Leipzig 2001
- con Franz Handschuh, Claudia Klein, Wendelinus Wurth:  MAdamEva. Drey Verlag, Gutach 2015, ISBN 978-3-933765-84-0

### Poemarios
- In Klarschrift, Le Drapier Editeur 1996
- Hasen sterben lautlos - couleur fraise, couleur framboise, Gollenstein Blieskastel 2000 ISBN 3-933389-21-6
- Ein Jahr Leben - Deidesheimer Gedichte, Verlag Pfälzer Kunst, Landau 2002 ISBN 3-922580-92-0
- Späte Widmung, Drey Verlag Gutach 2009 ISBN 978-3-933765-45-1

## Premios
- 1987: Premio René Schickele
- 1997: Hebelplakette por Hausen en el Valle del Wiese
- 2000: Johann-Peter-Hebel por Baden-Württemberg
- 2001: Turmschreiberin en Deidesheim